# Glossaire de la trigonométrie

## A
- acos : voir arc cosinus
- Adjacent : se dit, dans un triangle rectangle, du côté joignant l'angle considéré et à l'autre l'angle droit.
- Aigu : Se dit d'un angle compris entre 0 et {\displaystyle {\frac {\pi }{2}}} radians, soit entre 0 et 90 degrés.
- Angle : mesure de l'« écart » entre deux droites, segments ...
- arccos : voir Arc cosinus.
- Arc cosinus : (abréviation : arccos). Fonction réciproque du cosinus. Si {\displaystyle x=\cos(y)} et y entre {\displaystyle 0} et {\displaystyle \pi }, alors {\displaystyle y=\arccos(x)}.
- arccot : voir arc cotangente
- arccsc : voir arc cosécante
- arccosec : voir arc cosécante
- arc cosécante : (abréviation : arccsc). Fonction réciproque de la cosécante. y = arccsc x si et seulement si –π/2 ≤ y ≤ π/2, y ≠ 0 et x = csc y.
- arcctg : voir arc cotangente
- arcsec : voir arc sécante
- arc sécante : (abréviation : arcsec). Fonction réciproque de la sécante. y = arcsec x si et seulement si 0 ≤ y ≤ π, y ≠ π/2 et x = sec y.
- arcsin : voir Arc sinus.
- Arc sinus : (abréviation : arcsin). Fonction réciproque du sinus. Si {\displaystyle x=\sin(y)} et y entre {\displaystyle {\frac {-\pi }{2}}} et {\displaystyle {\frac {\pi }{2}}}, alors {\displaystyle y=\arcsin(x)}.
- arc cotangente : (abréviation : arccot). Fonction réciproque de la cotangente. y = arccot x si et seulement si 0 < y < π et x = cot y.
- arctan : voir Arc tangente.
- arctg : voir Arc tangente
- Arc tangente : (Abréviation : arctan ou atan). Fonction réciproque de la tangente. Si {\displaystyle x=\tan(y)} et y entre {\displaystyle {\frac {-\pi }{2}}} et {\displaystyle {\frac {\pi }{2}}}, alors {\displaystyle y=\arctan(x)}.
- arcosh : (abréviation de argument de cosinus hyperbolique). Fonction réciproque du cosinus hyperbolique. Si y=cosh(x) et x>0, alors x=arcosh(y). On a aussi {\displaystyle \operatorname {arcosh} (x)=\ln(x+{\sqrt {x^{2}-1}})}.
- argch : voir arcosh
- argsh : voir arsinh
- argth : voir artanh
- asin : voir arc sinus
- arsinh : (abréviation de argument de sinus hyperbolique). Fonction réciproque du sinus hyperbolique. Si y=sinh(x), alors x=arsinh(y). On a aussi {\displaystyle \operatorname {arsinh} (x)=\ln(x+{\sqrt {x^{2}+1}})}.
- artanh : (abréviation de argument de tangente hyperbolique). Fonction réciproque de la tangente hyperbolique. Si y=tanh(x) et x>0, alors x=artanh(y). On a aussi {\displaystyle \operatorname {artanh} (x)={\frac {1}{2}}\ln {\frac {1+x}{1-x}}}.
- atan : voir arc tangente
- atan2 : variante de la fonction arctangente

## C
- ch : voir Cosinus hyperbolique.
- cos : voir Cosinus.
- cosec : voir cosécante
- cosécante : {\displaystyle \csc x={\frac {1}{\sin x}}}
- cosh : voir Cosinus hyperbolique
- Cosinus : (abréviation : cos). Dans un triangle rectangle, le cosinus d'un angle est le rapport entre le côté adjacent et l'hypoténuse. Définition mathématique : le cosinus est défini par la formule d'Euler {\displaystyle \cos(x)={\frac {e^{ix}+e^{-ix}}{2}}}.
- Cosinus hyperbolique : (Abréviation : cosh). Le cosinus hyperbolique est défini par {\displaystyle \operatorname {cosh} (x)={\frac {e^{x}+e^{-x}}{2}}}.
- cot : voir Cotangente.
- cotan : voir cotangente
- Cotangente : (Abréviation : cot). La cotangente est l'inverse de la tangente : {\displaystyle \operatorname {cot} (x)={\frac {\cos(x)}{\sin(x)}}}.
- cotg : voir Cotangente
- csc : voir cosécante

## D
- Degré : (Abréviation : °). Mesure des angles. L'angle plat forme un angle de 180°.
- Droit : se dit d'un angle de {\displaystyle {\frac {\pi }{2}}} radians, soit 90°.

## H
- Hypoténuse : se dit, dans un triangle rectangle, du côté opposé à l'angle droit.

## O
- Obtus : se dit d'un angle compris entre {\displaystyle {\frac {\pi }{2}}} et {\displaystyle \pi } radians, soit entre 90 et 180 degrés.
- Opposé : se dit, dans un triangle rectangle, du côté joignant l'angle droit à l'angle opposé à l'angle considéré.

## P
- Plat : se dit d'un angle de {\displaystyle \pi } radians, soit 180°. C'est l'angle en tout point d'une droite.

## R
- Radian : (Abréviation : rad). Unité de mesure du Système international des angles plans. L'angle plat forme un angle de {\displaystyle \pi } radians.

## S
- sec : voir sécante
- sécante : (abréviation : sec). {\displaystyle \sec x={\frac {1}{\cos x}}}
- sh : voir Sinus hyperbolique.
- sin : voir Sinus.
- sinh : voir Sinus hyperbolique
- Sinus : (abréviation : sin). Dans un triangle rectangle, le sinus d'un angle est le rapport entre le côté opposé et l'hypoténuse. Définition mathématique : le sinus est défini par la formule d'Euler {\displaystyle \sin(x)={\frac {e^{ix}-e^{-ix}}{2i}}}.
- Sinus hyperbolique : (abréviation : sinh). Le sinus hyperbolique est défini par {\displaystyle \operatorname {sinh} (x)={\frac {e^{x}-e^{-x}}{2}}}.

## T
- tan : voir Tangente.
- Tangente : (abréviation : tan). Dans un triangle rectangle, la tangente est le rapport du côté opposé par le côté adjacent. On a {\displaystyle \tan(x)={\frac {\sin(x)}{\cos(x)}}}.
- Tangente hyperbolique : (abréviation : tanh). La tangente hyperbolique est définie par {\displaystyle \operatorname {tanh} (x)={\frac {\operatorname {sinh} (x)}{\operatorname {cosh} (x)}}}.
- tanh : voir tangente hyperbolique
- th : voir Tangente hyperbolique.
- tg : voir Tangente
- Trigonométrie : Étude des liens entre longueurs et angle dans un triangle rectangle. Par extension, étude des fonctions cosinus, sinus, tangente et de leurs réciproque.
- Trigonométrie hyperbolique : Étude des fonctions sinh, cosh et tanh et de leurs réciproques.